# 費利克斯佩雷斯卡爾多索
費利克斯佩雷斯卡爾多索（西班牙語：Félix Pérez Cardozo），是巴拉圭的城鎮，位於該國東南部，由瓜伊拉省負責管轄，始建於1778年，面積109平方公里，海拔高度137米，2002年人口4,774，人口密度每平方公里43.8人。